# Vương triều Meroving

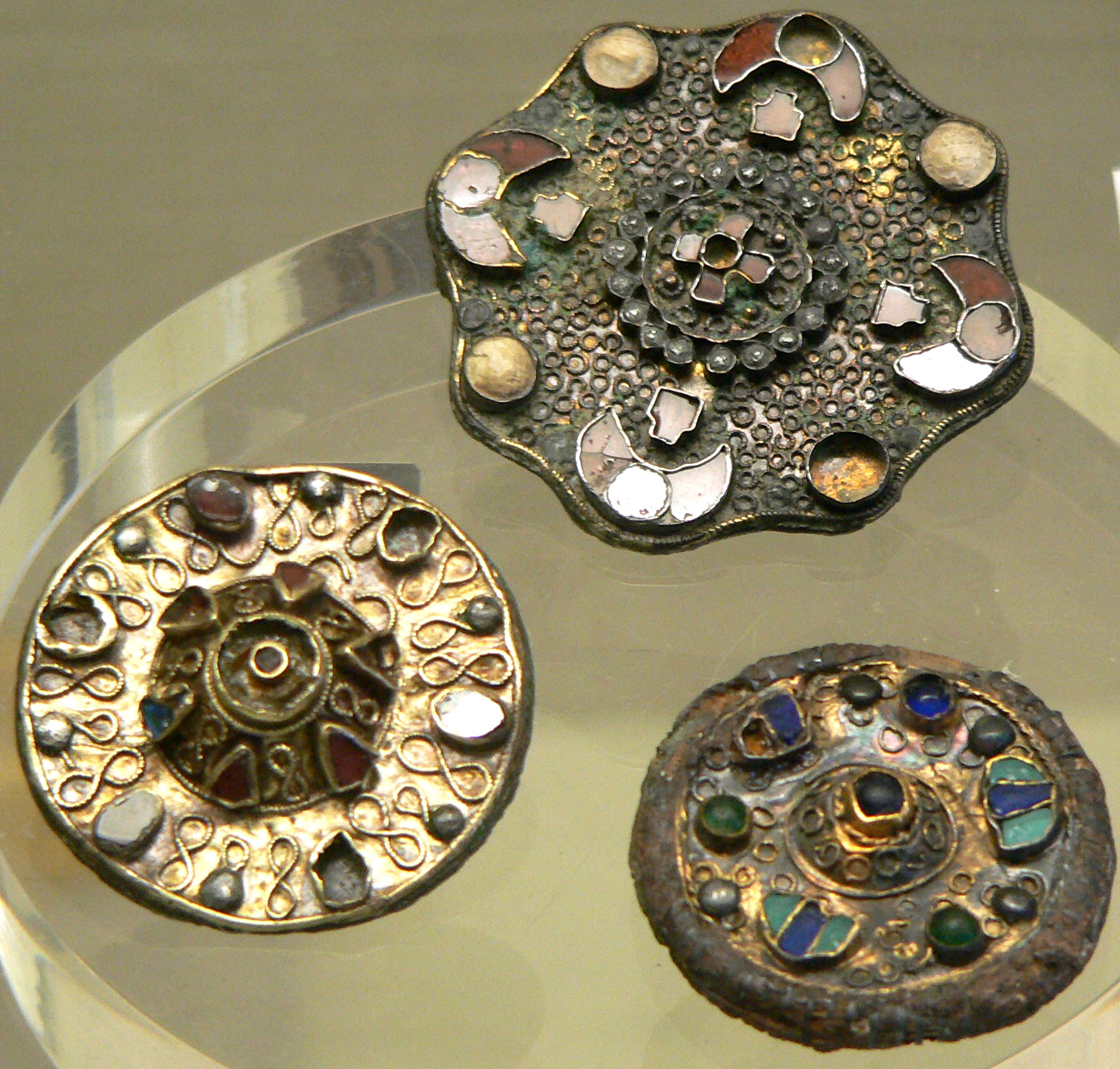
vật cổ của Vương triều Meroving

Vương triều Meroving (tiếng Latinh: Merovingorum, tiếng Pháp: Mérovingiens, tiếng Đức: Merowinger), còn gọi là Nhà Merovee hay Nhà Meroveus, là vương triều lâu đời nhất được biết tới của người Frank mà cai trị từ đầu thế kỷ 5 cho tới 751. Thời đại Meroving là thời kỳ chuyển tiếp từ thời hậu cổ điển (Late Antiquity) sang thời thượng Trung cổ.
Trong suốt thế kỷ cuối cùng của triều đại Meroving, các nhà vua càng ngày càng mất đi quyền hành, chỉ đóng vai trò tượng trưng. Triều đại này chính thức chấm dứt vào tháng 3 752 khi giáo hoàng Dacaria hạ bệ Childerich III. Giáo hoàng kế tiếp, Stêphanô II, chính thức phong ngôi vua cho Pépin Lùn vào năm 754, bắt đầu triều đại Caroling.Francia